# Campeonato Uruguaio de Futebol de 1988
O Campeonato Uruguaio de Futebol de 1988 foi a 57ª edição da era profissional do Campeonato Uruguaio. O torneio consistiu em uma competição com dois turnos, no sistema de todos contra todos. O campeão foi o Danubio.

## Classificação[2]
| Pos | Equipe               | Pts | J  | V  | E  | D  | GP | GC | SG  |
| --- | -------------------- | --- | -- | -- | -- | -- | -- | -- | --- |
| 1º  | Danubio              | 40  | 24 | 18 | 4  | 2  | 52 | 18 | 34  |
| 2º  | Peñarol              | 31  | 24 | 13 | 5  | 6  | 51 | 30 | 21  |
| 3º  | Defensor             | 31  | 24 | 12 | 7  | 5  | 33 | 17 | 16  |
| 4º  | Huracán Buceo        | 28  | 24 | 11 | 6  | 7  | 25 | 25 | 0   |
| 5º  | Liverpool            | 25  | 24 | 10 | 5  | 9  | 20 | 21 | -1  |
| 6º  | Montevideo Wanderers | 24  | 24 | 6  | 12 | 6  | 25 | 26 | -1  |
| 7º  | Nacional             | 22  | 24 | 8  | 6  | 10 | 26 | 32 | -6  |
| 8º  | Cerro                | 21  | 24 | 9  | 3  | 12 | 21 | 29 | -8  |
| 9º  | Central Español      | 21  | 24 | 7  | 7  | 10 | 19 | 27 | -8  |
| 10º | River Plate          | 20  | 24 | 5  | 10 | 9  | 26 | 27 | -1  |
| 11º | Bella Vista          | 18  | 24 | 5  | 8  | 11 | 20 | 33 | -13 |
| 12º | Miramar Misiones     | 18  | 24 | 4  | 10 | 10 | 24 | 38 | -14 |
| 13º | Progreso             | 13  | 24 | 4  | 5  | 15 | 20 | 39 | -19 |

|  | Campeão uruguaio e classificado à Liguilla Pré-Libertadores. |
|  | Classificados à Liguilla Pré-Libertadores.                   |
|  | Classificado à Libertadores de 1989.                         |
|  | Rebaixado à Segunda Divisão.                                 |

Promovido para a próxima temporada: Rentistas.

## Liguilla Pré-Libertadores da América
A Liguilla Pré-Libertadores da América de 1988 foi a 15ª edição da história da Liguilla Pré-Libertadores, competição disputada entre as temporadas de 1974 e 2008–09, a fim de definir quais seriam os clubes representantes do futebol uruguaio nas competições da CONMEBOL. O torneio de 1988 consistiu em uma competição com um turno, no sistema de todos contra todos. O vencedor foi o Peñarol, que obteve seu 9º título da Liguilla.

### Classificação da Liguilla
| Pos | Equipe               | Pts | J | V | E | D | GP | GC | SG |
| --- | -------------------- | --- | - | - | - | - | -- | -- | -- |
| 1º  | Peñarol              | 9   | 5 | 4 | 1 | 0 | 16 | 4  | 12 |
| 2º  | Defensor             | 6   | 5 | 2 | 2 | 1 | 8  | 8  | 0  |
| 3º  | Danubio              | 5   | 5 | 2 | 1 | 2 | 5  | 6  | -1 |
| 4º  | Montevideo Wanderers | 4   | 5 | 2 | 0 | 3 | 6  | 9  | -3 |
| 5º  | Liverpool            | 3   | 5 | 1 | 1 | 3 | 8  | 11 | -3 |
| 6º  | Huracán Buceo        | 3   | 5 | 1 | 1 | 3 | 6  | 11 | -5 |

|  | Campeão da Liguilla e classificado à Libertadores de 1989. |
|  | Disputam o playoff pela 2ª vaga à Libertadores de 1989.    |

### Playoffpela 2ª vaga à Libertadores de 1989
| {{{data}}} | Danubio | 1 – 1  | Defensor |  |
|            |         | data = |          |  |

|  |     | Penalidades |
|  | 3–2 |             |

## Premiação
| Campeonato Uruguaio de 1988 |
| --------------------------- |
| Danubio Campeão (1º título) |